# Letecký útok na Plzeň 18. dubna 1945
Letecký útok na Plzeň 18. dubna 1945 byla operace amerických vzdušných sil (USAAF) na jaře roku 1945, v průběhu druhé světové války. Jen den po předchozím britském noční náletu zaútočily bombardéry USAAF znovu na západočeskou metropoli Plzeň, cílem útoku bylo pravděpodobně nádraží v Koterově na železniční trati do Českých Budějovic.

## Pozadí

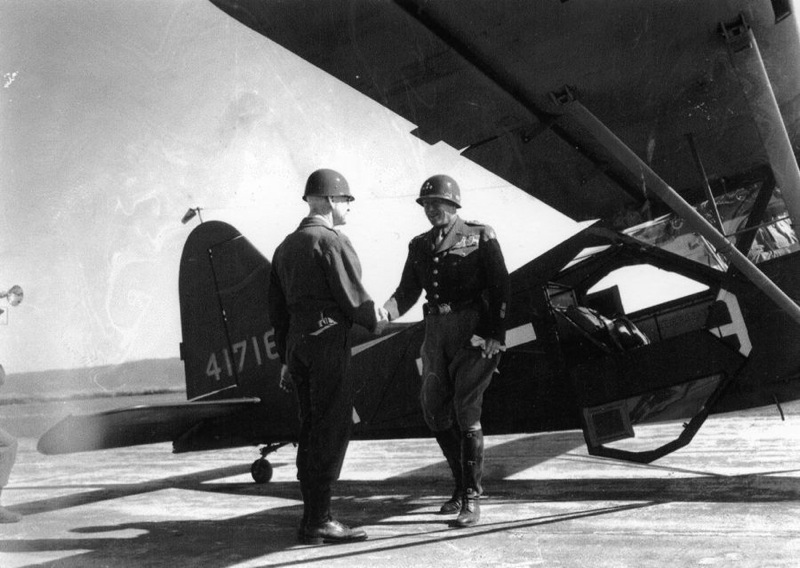
Brigádní generál J. L. Pierce vítá generála G. S. Pattona na plzeňském letišti, květen 1945.

Na jaře 1945 už bylo zřejmé, že na bojištích nepřijde žádný zásadní zvrat. Německo prohrávalo jednu bitvu za druhou a naopak vzdušná nadvláda Spojenců stále rostla. Později německá vojska spíše jen ustupovala či se dokonce ochotně vzdávala. Německá protiletadlová obrana byla v rozkladu, stíhací jednotky se potýkaly s nedostatkem letadel, zkušených pilotů, pozemního personálu a paliva. Pohonné hmoty Němcům chyběly v důsledku předchozího soustředěného ničení jejich výrobních provozů a skladů spojeneckými bombardéry. Omezený počet německých stíhačů, které by odstartovaly ke vzdušným soubojům, vedl k nižším počtům sestřelených amerických či britských bombardérů. Poslední přetrvávající hrozbou pro Spojence zůstalo protiletadlové dělostřelectvo, byť již bylo značně oslabené. Na zmenšujícím se území Třetí Říše nezbýval dostatek cílů k zasažení nálety. Po vybombardování většiny německých měst se letecké síly zaměřily na zničení dopravních sítí, železničních stanic a leteckých základen na územích dosud okupovaných Německem a v oblastech s probíhajícími boji.:50 Ač byla zbrojní výroba udržována s velkými obtížemi stále v chodu, vyrobené motory a ostatní součásti letadel se často vůbec nedostaly k přepravě po železnici. Pokud ano, byly většinou zničené ještě před vyjetím vlaku ze stanice, protože spojenečtí letci se snažili zásobování vojsk přerušit. Americká armáda se také blížila ze západu k Plzni, generál George Patton překročil 18. dubna hranici u Aše.
Spojenci se 6. února 1945 dohodli na takzvané „No Bombing Line“, kterou byla střední Evropa rozdělena podél spojnice měst Štětín, Berlín, Drážďany, Brno, Vídeň a Záhřeb na západní operační prostor pro americké a britské bombardéry a na východní oblast určenou pro akce sovětských letounů.:7 Pro Plzeň i celé jihozápadní Čechy znamenalo jaro roku 1945 stále narůstající počet útoků amerických vzdušných sil na strategické i taktické cíle, především nádraží a dopravní uzly. Cíle spojeneckých bombardérů na území Čech byly stanoveny 8. dubna 1945.

## Předchozí útoky
Letecké útoky na Plzeň se v průběhu války primárně snažily vyřadit z provozu Škodovy závody, neboť byly jednou z největších zbrojních továren v Evropě. Význam plzeňské zbrojovky v průběhu války stoupal s tím, jak byly jiné továrny poškozeny či zničeny bombardováním. Už při říjnovém náletu v roce 1944 byly bomby shazovány v malé míře i na seřaďovací nádraží, při druhém prosincovém náletu útočila část letadel na hlavní nádraží, byť pumy dopadaly většinou na okolí včetně Měšťanského pivovaru a centra města. Neplánovaný nálet v únoru 1945 cílil znovu na seřaďovací nádraží, způsobené škody však nebyly velké. Nejmohutnější nálet ze 17. dubna útočící na seřaďovací a hlavní nádraží železniční přepravu v Plzni zastavil.

## Letecký útok
8. letecká armáda USAAF prováděla misi č. 959, jejímž úkolem byly především útoky na železniční cíle na území bývalého Československa a jihovýchodním Bavorsku, na což nasadila 767 bombardérů a 705 doprovodných stíhaček. V Německu měly bombardéry zaútočit na několik železničních cílů v Pasově a seřaďovací nádraží a transformátorové stanice v Traunsteinu, Rosenheimu. Českými cíli byla nádraží v Kolíně, Českých Budějovicích a v Táboru. Meteorologický průzkum však upozornil na nepříznivé počasí nad českým územím, v důsledku čehož bylo 174 bombardérů 3. vzdušné divize letících na jihočeské cíle odkloněno k náletu na seřaďovací nádraží ve Straubingu. Do husté oblačnosti nad českým územím zamířilo 121 těžkých bombardérů B-17 Flying Fortress z druhé části 3. vzdušné divize 490. bombardovací skupiny, konkrétně šlo o 34., 385., 490. a 493. bombardovací skupinu, s doprovodem 157 stíhaček P-51 Mustang. Zamýšleného cíle v Kolíně dosáhlo jen 97 letadel. Výrazně opožděná skupina 21 bombardérů (některé zdroje uvádějí i 40 bombardérů) zamířila z neznámého důvodu na Plzeň, nejspíše na seřaďovací nádraží, náhradní cíl. Ze záznamů není zřejmé, zda cílem náletu mělo být čerstvě zničené seřaďovací nádraží u pivovarů, předpokládá se, že cílem bylo seřaďovací nádraží v Plzni-Koterově. V novinových článcích se objevuje informace, že cílem náletu byla i škodovácká Elektrotechnická továrna v Doudlevcích, popř. ale podrobnější zdroje tomu nenasvědčují. V oblasti Plzně útočily také ve dne Mustangy 15. letecké armády, které přilétaly z Itálie.
S odstupem desítek let není jisté, jak přesně probíhalo vyhlášení varování a samotného náletu. Podle svědectví bylo před náletem postupně vyhlášeno několik dalších poplachů, v pořadí druhý poplach byl vyhlášen před 13. hodinou a zrušen přibližně v 13.45. Podle knihy 500 hodin k vítězství bylo akutní nebezpečí leteckého útoku vyhlášeno ve 13.12.:69 Oproti tomu Kniha hlášení hasičů Škodových závodů přiznává pozdní varování, neboť v době spuštění sirén ve 14.12 již na město dopadaly bomby. Selhání varování civilní obrany mohlo být způsobeno poškozením po náletu předešlého dne, porucha na varovném systému Škodovky nastala ve 13.45.
Nálet začal přibližně ve 14.12 příletem amerických bombardérů. Letci se dostali pod palbu těžkého německého flaku a proto odhodili bomby předčasně či omylem na městské části Slovany a Petrohrad a urychleně oblast opustili. Shozeno bylo 61,8 tuny bomb, aniž by byl zasažen libovolný vojensky důležitý objekt. Podle svědka náletu nízko letící letadla, která přeletěla Homolku a mířila na střed města, shodila náklad bezprostředně po výstřelu protivzdušné obrany. Nálet skončil ve 14.51.

## Následky a škody náletu
Výsledkem neúspěšného náletu bylo 79 mrtvých civilistů a 24 těžce raněných. Pumy zcela zničily 49 či 50 obytných budov, 29 budov bylo těžce poškozených a dalších 134 domů bylo poškozeny lehce (vyražená okna, opadané tašky ze střech).
Nejvíce byly postiženy byly rodinné domy v ulicích Nepomucká (později přejmenovaná na Slovanskou), Zahradní, Polní a na ně příčné ulice Motýlí a Olšová, poškozeny byly domy v Květné a Kaštanové, lehčí škody utrpěly domy okolo Jiráskova náměstí. Žádost o náhradu škody podalo 8220 osob. Ulice byly také poškozeny krátery. Několik pum dopadlo do ulice U Tržiště (tehdy Růžové), kde dva zničené domy zasypaly čtyři osoby.
Vzhledem k již probíhající likvidaci škod po předešlém náletu 17. dubna byla pomoc postiženým minimální a odklízení trosek probíhalo delší dobu.
Jedním z postižených náletem by pětiletý Karel Gott, který žil s rodiči v domě na Nepomucké třídě. V době náletu byli ukrytí ve sklepě, dům však byl zasažen pumou a rodina zůstala ve sklepě zasypána o hladu po dva dny a dvě noci, než je záchranáři vyprostili. Ze zničeného domu se rodina přestěhovala do Radyňské 14 a později téhož roku do Prahy.

## Připomínka obětí náletu
Slovany jako jedna ze čtvrtí postižených spojeneckým bombardováním neměla žádný pomník obětem náletu do roku 2014. Až v předvečer 69. výročí náletu byl na travnatém ostrůvku v křižovatce ulic Olšová, Květná a Kaštanová odhalen pomník, jehož vznik inicioval Stanislav Bukovský. Obdélná deska z leštěného kamene nese jména známých obětí náletu, umístěná je na hrubě opracovaném kamenném kvádru.